# Campionato italiano di pallacanestro in carrozzina
Il campionato italiano di basket in carrozzina è organizzato dalla Federazione Italiana Pallacanestro In Carrozzina, nota con l'acronimo F.I.P.I.C. dal 1978. La squadra vincitrice è Campione d'Italia e partecipa alla Coppa dei Campioni. Altre competizioni internazionali a cui partecipano le squadre italiane sono la Coppa Vergauwen, la Coppa Brinkmann e la Coppa Challenge.

## Livelli
Esistono due livelli, su base nazionale. La serie B è divisa in quattro gironi.
- Serie A
- Serie B girone A
- Serie B girone B
- Serie B girone C
- Serie B girone D

Fino al 2013-2014 esisteva anche la Serie A-2, poi abolita.

## Albo d'oro

### Serie A
| Stagione  | Società campione           |
| --------- | -------------------------- |
| 1977-1978 | Vitersport                 |
| 1978-1979 | Vitersport                 |
| 1979-1980 | Santa Lucia Sport Roma     |
| 1980-1981 | Santa Lucia Sport Roma     |
| 1981-1982 | Vitersport                 |
| 1982-1983 | Vitersport                 |
| 1983-1984 | Santa Lucia Sport Roma     |
| 1984-1985 | Santa Lucia Sport Roma     |
| 1985-1986 | AS Roma 12                 |
| 1986-1987 | AS Roma 12                 |
| 1987-1988 | Santa Lucia Sport Roma     |
| 1988-1989 | Santa Lucia Sport Roma     |
| 1989-1990 | Santa Lucia Sport Roma     |
| 1990-1991 | Briantea84 Cantù           |
| 1991-1992 | Briantea84 Cantù           |
| 1992-1993 | Santa Lucia Sport Roma     |
| 1993-1994 | Santa Lucia Sport Roma     |
| 1994-1995 | Santa Lucia Sport Roma     |
| 1995-1996 | Santa Lucia Sport Roma     |
| 1999-1997 | Santa Lucia Sport Roma     |
| 1997-1998 | Santa Lucia Sport Roma     |
| 1998-1999 | Santa Lucia Sport Roma     |
| 1999-2000 | GSD Anmic Sassari          |
| 2000-2001 | GSD Anmic Sassari          |
| 2001-2002 | GSD Anmic Sassari          |
| 2002-2003 | GSD Anmic Sassari          |
| 2003-2004 | GSD Anmic Sassari          |
| 2004-2005 | GSD Anmic Sassari          |
| 2005-2006 | Santa Lucia Sport Roma     |
| 2006-2007 | Santa Lucia Sport Roma     |
| 2007-2008 | Dream Team Taranto         |
| 2008-2009 | Santa Lucia Sport Roma     |
| 2009-2010 | Santa Lucia Sport Roma     |
| 2010-2011 | Santa Lucia Sport Roma     |
| 2011-2012 | Santa Lucia Sport Roma     |
| 2012-2013 | Briantea84 Cantù           |
| 2013-2014 | Briantea84 Cantù           |
| 2014-2015 | Santa Lucia Sport Roma     |
| 2015-2016 | Briantea84 Cantù           |
| 2016-2017 | Briantea84 Cantù           |
| 2017-2018 | Briantea84 Cantù           |
| 2018-2019 | Santo Stefano Sport        |
| 2019-2020 | Non assegnato              |
| 2020-2021 | Briantea84 Cantù           |
| 2021-2022 | Briantea84 Cantù           |
| 2022-2023 | Amicacci Giulianova        |
| 2023-2024 | Unipolsai Briantea84 Cantù |
| 2024-2025 | Unipol Briantea84 Cantù    |

Nel 2022 Briantea84 Cantù fece il Tripletino, conquistando nello stesso anno sportivo lo Scudetto, la Coppa Italia (30 aprile 2022) e SuperCoppa Italiana (21 novembre 2021).

### Squadre vincitrici
| Titoli vinti per squadra |                        |
| Titoli                   | Squadra                |
| 21                       | Santa Lucia Sport Roma |
| 11                       | Briantea 84 Cantù      |
| 6                        | GSD Anmic Sassari      |
| 4                        | Vitersport             |
| 2                        | AS Roma 12             |
| 1                        | Dream Team Taranto     |
| 1                        | Santo Stefano Sport    |
| 1                        | Amicacci Giulianova    |